# Линдерхольм, Арне
Арне Эмануэ́ль Линдерхо́льм (швед. Arne Emanuel Linderholm; 22 февраля 1916, Норрчёпинг — 20 ноября 1986, там же) — шведский футболист, играл на позиции полузащитника. Участник чемпионата мира 1938 года.

## Биография

### Клубная карьера
На протяжении карьеры играл только за «Слейпнер», в составе которого в 1938 году выиграл чемпионский титул.

### Карьера в сборной
Был включён в состав сборной Швеции для участия на чемпионате мира 1938 года. Дебютировал за сборную 19 июня 1938 года в матче за бронзу со сборной Бразилии — Швеция проиграла со счётом 2:4 и по итогам турнира заняла четвёртое место. Всего за сборную Швеции сыграл 5 матчей.

### Смерть
Скончался 20 ноября 1986 года в Норрчёпинге в возрасте 70 лет.

## Достижения
«Слейпнер»
- Чемпион Швеции (1): 1937/38